# Омелек
О́мелек (англ. Omelek [ˈoʊməlɛk], марш. Kom̧le [kʷo͡ɤmˠ(ɤ͡e)lʲee̯]) — остров, являющийся частью атолла Кваджалейн в Республике Маршалловы Острова. Контролируется вооруженными силами США, находясь в долгосрочной аренде (вместе с десятью другими островами атолла) и входит в состав испытательного полигона Рейгана.

## География
Остров в размере занимает около 32 000 квадратных метров (7,9 акров). Геологически имеет рифовое строение, как и другие острова в атолле, которое создается за счёт накопления остатков морских организмов (кораллы, моллюски и др.)

## История
Омелек уже давно используется Соединенными Штатами для запуска маленьких научных ракет из-за его относительно изолированного положения в южной части Тихого океана. Последний правительственный запуск ракеты произошел в 1996 году.
Близость острова к экватору и близлежащая инфраструктура радиолокационного слежения, привлекли внимание компании SpaceX, которая обновила объекты на острове и утвердила его в качестве основного места запуска своих ракет. SpaceX начала запуски ракет Falcon 1 с Омелека в 2006 году. Falcon 1 Flight 4, первый частный успешный запуск жидкостной орбитальной ракеты-носителя состоялся с острова Омелек 28 сентября 2008 года. Всего с острова было осуществлено 5 запусков ракеты-носителя Falcon 1 с 2006 по 2009 года (2 из них — успешные).
Хотя первоначально запускать с острова Омелек планировалось и последующую РН Falcon 9, впоследствии все запуски компания проводила с материковых космодромов.